# 오쿠보 요시토
오쿠보 요시토(일본어: 大久保 嘉人, 1982년 6월 9일 ~ )는 일본의 전직 축구 선수이다. 가장 최근에 세레소 오사카의 포워드로 뛰었다. 일본대표로 60경기 6골을 기록했다.

## 클럽 경력
오쿠보는 1982년 6월 9일 후쿠오카 칸다에서 태어났다. 고등학교를 졸업한 후 2001년 J1 리그 클럽 세레소 오사카에 입단했다. 그는 첫 시즌부터 공격형 미드필더로 많은 경기를 뛰었다. 그러나 세레소는 2001년 시즌 최하위를 기록하며 J2리그로 강등됐다. 2002시즌에는 18골을 터뜨려 득점왕 2위에 올랐고 세레소는 2위에 올라 1년 만에 J1에 복귀했다. 2003년부터 그는 J1에서 15골 이상을 득점했다. 2003년 아시아 올해의 젊은 축구 선수로 선정되기도 했다.
2005년 오쿠보는 임대로 라 리가 클럽 마요르카로 이적했다. 클럽 결과는 나빴지만 마요르카는 17위를 차지하고 2004–05 시즌에 라 리가에 남았다. 2005-06 시즌에 교체 포워드로 많은 경기를 뛰었지만 2006년 4월부터 출전 기회가 줄어들었다.
2006년 6월, 오쿠보는 세레소 오사카로 복귀했다. 당시 세레소는 2006년 시즌에 13경기 중 단 한 경기만 이겼고 18개 클럽 중 최하위에 머물렀다. 출전 정지를 제외한 모든 경기에서 포워드로 뛰었지만 세레소는 17위를 기록하며 다시 J2로 강등됐다.
2007년 오쿠보는 J1 클럽 비셀 고베로 이적했다. 그는 마츠다 히로시 감독 밑에서 두 시즌 동안 왼쪽 미드필더로 많은 경기를 뛰었고 두 시즌 모두 10골 이상을 득점했다.
2009년 1월 3일, 비셀 고베는 오쿠보가 분데스리가의 VfL 볼프스부르크로 이적한다고 발표했다. 볼프스부르크에서 불과 6개월 만에 그는 비셀 고베로 돌아왔다. 돌아온 후 그는 분데스리가 우승을 차지한 최초의 일본 공격수가 되었다.
2009년 6월 오쿠보는 일본으로 돌아와 비셀 고베에 다시 합류했다. 그는 2009년 시즌에 19경기 모두 포워드로 뛰었고 8골을 넣었다. 2010년 부상으로 뛸 기회가 줄었지만 2012년까지 주전으로 뛰었다. 그러나 비셀은 2012년 시즌을 16위에 그치며 J2리그로 강등됐다.
2013시즌 비셀 고베가 J2리그로 강등된 후 오쿠보는 가와사키 프론탈레로 이적했다. 가와사키에서 항상 존재하는 인물이자 정규 선발 11인인 그는 가나가와 현 축구 클럽에서 데뷔 시즌에 26골을 넣었고 2013년 시즌 득점왕에 올랐다. 그는 매 시즌 30경기 이상 출전해 2015시즌까지 3년 연속 득점왕에 올랐다.
2016년 시즌이 끝나고 J리그 챔피언십을 앞두고 오쿠보는 가와사키 프론탈레를 떠나 2017년 FC 도쿄와 계약하겠다고 발표했다. 그는 한 시즌에 뛰었고 8골을 넣었다.
2018년 오쿠보는 가와사키 프론탈레에 다시 합류했다. 그러나 그는 정규 선수로는 할 수 없었고 주로 교체 포워드로 뛰었다.
2018년 6월 오쿠보는 주빌로 이와타로 이적했다.

## 국가대표팀 경력
그는 2002년 아시안 게임에 참가할 일본 U-23 국가대표팀에 발탁되었다.
그는 2003년 5월 31일 대한민국과의 경기에서 일본 국가대표팀에 데뷔했다. 2003년 FIFA 컨페더레이션스컵, 2003년 동아시아 축구 선수권 대회에 출전했다.
그는 2004년 하계 올림픽에 참가할 일본 U-23 국가대표팀에 발탁되었으며, 3경기에 출전했다.
2010년과 2014년 FIFA 월드컵에도 출전했다. 그는 2014년까지 국제 A매치 통산 60경기에 출전, 6득점을 넣었다.

## 통계
| 일본 | 일본 | 일본 |
| 연도 | 출전 | 득점 |
| ---- | ---- | ---- |
| 2003 | 14   | 0    |
| 2004 | 3    | 0    |
| 2005 | 2    | 0    |
| 2006 | 0    | 0    |
| 2007 | 2    | 2    |
| 2008 | 12   | 3    |
| 2009 | 9    | 0    |
| 2010 | 11   | 0    |
| 2011 | 0    | 0    |
| 2012 | 1    | 0    |
| 2013 | 0    | 0    |
| 2014 | 6    | 1    |
| 통산 | 60   | 6    |